# Claxton (meteoryt)
Claxton – meteoryt kamienny należący do chondrytów oliwinowo-hiperstenowych L6, spadły 10 grudnia 1984 w okolicach miejscowości Claxton w stanie Georgia. Przed upadkiem meteorytu około godziny 22.30 czasu uniwersalnego widoczny był przelot bolidu w Jacksonville na Florydzie. Meteoryt Claxton o masie 1,45 kg uderzył w skrzynkę pocztową na farmie Caruthy Barnard.